# Metalloproteasen
Metalloproteasen (früher auch: Metallopeptidasen) sind Enzyme, die die Peptidbindungen eines Proteins (Eiweiß) spalten können (Proteolyse), wobei ein Molekül Wasser verbraucht wird (Hydrolyse) und das Wassermolekül von einem oder zwei Metallkationen in Position gehalten wird. Das Metallion ist an zum Enzym gehörenden Aminosäuren-Seitenresten gebunden.

## Klassifizierung
Eine erste grobe Einteilung der Metalloproteasen kann nach Art der Proteolyse geschehen, in Metalloendopeptidasen (Metalloproteinasen) und Metalloexopeptidasen (Metallopeptidasen im engeren/neueren Sinn).

### Klassifizierung nach UniProt/MEROPS
Das UniProt-Consortium gibt regelmäßig eine Liste der Peptidasen heraus, die diese Enzyme nach ihrer evolutionären Abstammung kategorisiert. Die Daten der Liste sind, mit hochwertiger Information versehen, in der MEROPS-Datenbank abrufbar. Eng verwandte Moleküle sind dabei in Familien zusammengefasst, deren Bezeichner aus einem Buchstaben ('M' für Metalloproteasen) und einer Zahl bestehen. Familien wiederum gehören zu Clans, deren Familien verwandt sind. Clan Bezeichner haben statt Zahlen einen Buchstaben.
Es gibt 54 Metalloprotease-Familien in 15 Clans (Stand: 2008), wobei dem Clan MA mit 39 Familien eine hervorragende Bedeutung zukommt. Allein 19 dieser 39 Familien können den neutralen Zink-Metallopeptidasen zugeordnet werden.
| Clan              | Bezeichnung                     | Exo Endo | Metall       | Exemplarisches Enzym                                     | UniProt | Familien                                                          |
| ----------------- | ------------------------------- | -------- | ------------ | -------------------------------------------------------- | ------- | ----------------------------------------------------------------- |
| MA                | Neutrale Zink-Metallopeptidasen |          | Zink         | Thermolysin (Bacillus stearothermophilus)                | P06874  | M1-13 M26-7 M30 M32 M34-6 M41 M43 M48 M54 M56-7 M60-1 M64 M66 M72 |
| MC                | Zink-Carboxypeptidasen          | Exo      | Zink         | Carboxypeptidase A1 (Bos taurus)                         | P00730  | M14                                                               |
| MD                |                                 | Exo      | Zink         | D-Ala-D-Ala-Carboxypeptidase (Streptomyces albus)        | P00733  | M15 M74                                                           |
| ME                | Insulinasen                     | Endo     | Zink         | Pitrilysin (E. coli)                                     | P05458  | M16 M44                                                           |
| MF                | Cytosol-Aminopeptidasen         | Exo      | Zink, Mangan | Leucin-Aminopeptidase (Bos taurus)                       | P00727  | M17                                                               |
| MG                | Methionin-Aminopeptidasen       | Exo      | Zink/Cobalt  | Methionin-Aminopeptidase (Salmonella typhimurium)        | P0A1X6  | M24                                                               |
| MH                |                                 | Exo      | 2·Zink       | Bakterielle Leucin-Aminopeptidase (Vibrio proteolyticus) | Q01693  | M18 M20 M28 M42                                                   |
| MJ                | Renale Dipeptidasen             | Exo      | 2·Zink       | Isoaspartyl-Dipeptidase (E. coli K12)                    | P39377  | M19 M38                                                           |
| MK                | Glycoproteasen                  | Endo     | (2·Zink)     | Glycoprotease (Mannheimia typhimurium)                   | P36175  | M22                                                               |
| MM                | Neutrale Zink-Metallopeptidasen | Endo     | Zink         | Site-2-Protease (Homo sapiens)                           | O43462  | M50                                                               |
| MN                |                                 | Exo      | 2·Zink       | D-Aminoprotease (Bacillus subtilis)                      | P26902  | M55                                                               |
| MO                |                                 | Endo     | Zink         | Lysostaphin (Staphylococcus simulans)                    | P10547  | M23                                                               |
| MP                |                                 |          | Zink         | JAMM-like Protein (Archaea)                              | A0B7A7  | M67                                                               |
| MQ                |                                 |          | 2·Cobalt     | Aminopeptidase T (Thermus aquaticus)                     | P23341  | M29                                                               |
| M- (nicht zugeo.) |                                 |          |              |                                                          |         | M49 M73 M75-6                                                     |

## Beispiele
Im Folgenden die wichtigsten menschlichen Metalloproteasen:

### Matrix-Metalloproteinasen
Eine spezielle Art Metalloproteasen sind Matrix-Metalloproteasen. Deren Einteilung kann erfolgen in
- Kollagenasen
- Gelatinasen
- Stromelysine

Im MEROPS-System sind Matrix-Metalloproteasen vollständig in der Familie M10A enthalten.

### ADAM-Metalloproteasen
2006 veröffentlichten Forscher der Johannes Gutenberg-Universität Mainz Ergebnisse von Experimenten, in denen an Mäusen gezeigt wurde, dass die Plaques, die bei der Alzheimer-Krankheit gebildet werden, durch eine bestimmte Metalloprotease aufgelöst werden können. Die ADAM-Metalloproteasen ADAM10, eine sogenannte α-Sekretase, kann die Entstehung solcher β-Amyloid-Ablagerungen im Gehirn verhindern. Es handelt sich dabei um eine Metalloprotease, die in den Synapsen gesunder Nervenzellen aktiv ist.
ADAM-Metalloproteasen gehören vollständig zur MEROPS-Familie M12.

### Weitere Beispiele
- Aminopeptidase A (Glutamyl-Aminopeptidase, M1)
- Angiotensin Converting Enzyme (M2)
- Neurolysin (M3)
- MMP20 (M10)
- Meprin A (M12A)
- Neprilysin (M13)
- Carboxypeptidase A1 (M14)
- Insulinase (M16)
- Leucin-Aminopeptidase (M17)
- Renale Dipeptidase (M19)
- Methionin-Aminopeptidase 1 (M24)
- CAAX-Prenylprotease 1 (M48)

Wichtige Metalloproteasen anderer Lebewesen:
- Botulinumtoxin (Botox, M27)
- Tetanustoxin (M27)
- Presequence Protease (M16)
- Bitisgabonine-Untereinheit
- Hementerin